# كوستاس بوتساريس
كوستاس (كيتسوس) بوتساريس (باليونانية: Κώστας (Κίτσος) Μπότσαρης)‏، (بالإيطالية: Costa Bozzari)‏ (حوالي العام 1792–1853)، المعروف أيضا باسم قسطنطين بوتزاريس، كان جنرالًا يونانيًا وعضوً بمجلس الشيوخ. كان أيضًا نقيبًا وبطلًا في حرب الاستقلال اليونانية. لقد قاتل في معركة كاربينيسي وأكمل انتصار شقيقه الشهير ماركوس بوتساريس.

## النشأة
ولد كوستا بوتساريس عام 1792 بالقرب من باراميثيا.

## حرب الاستقلال اليونانية
في عام 1803، عبر كوستاس بوتساريس وبقايا عائلة سوليوت إلى الجزر الأيونية، حيث خدموا في النهاية في الفوج الألباني الفرنسي المنشأ. وفي عام 1814، انضم إلى المجتمع الوطني اليوناني المعروف باسم المجتمع الودي. وفي ليلة 21 أغسطس 1823، شارك كوستاس، بقيادة شقيقه ماركوس، في الهجوم الشهير على كاربنيسي بواسطة 350 سوليوتي، ضد حوالي 1000 جندي عثماني شكلوا طليعة الجيش الذي كان يقدم به موستاي باشا لتعزيز المحاصرين. انتصر السوليوت، لكن شقيقه أصيب بجروح قاتلة في الهجوم.

## الحياة في وقت لاحق
بعد وفاة شقيقه ماركوس بوتساريس، عاش كوستاس ليصبح جنرالًا يونانيًا معروفًا وبرلمانيًا في المملكة اليونانية. وبعد خمسة عشر عامًا من وفاة شقيقه، قام الرحالة والمؤلف الأمريكي السيد جون لويد ستيفنز بزيارة كوستاس بوتساريس، الذي كان وقتها عقيدًا في خدمة الملك أوتو ملك اليونان في ميسولونغي، ووصفه بأنه:
| «                       | رجل يبلغ من العمر حوالي خمسين عامًا، متوسط الطول ومتألق، أعرب، فور التقديم الرسمي، عن امتنانه كأحد اليونانيين للخدمات التي قدمتها أمريكا لبلده؛ وقد أضاف، بعين متلألئة وخد متوهج، أن القبطان الأمريكي كان أول من اعترف بالعلم الثوري اليوناني وألقى التحية عليه عندما أبحر في ميناء نابولي دي رومانيا، من بين مئات السفن من جميع الدول. | » |
| — جون لويد ستيفنز، 1838 | |   |

استمر بوتساريس في الخدمة في المملكة اليونانية حتى وفاته في أثينا في 13 نوفمبر 1853.

## فهرس
- Incidents of Travel in Greece, Turkey, Russia and Poland (1838)